# Demodex
Demodex Owen, 1843 è un genere di Acari, unico genere della famiglia Demodicidae

## Descrizione
Le specie parassite comprese nel genere sono di piccole dimensioni (0,03-0,05 mm) e presentano un corpo vermiforme, costituito da una parte anteriore rostrata ed una posteriore cilindrica avente otto piccoli arti.

## Biologia
Demodex vive come commensale nella sostanza adiposa delle ghiandole sebacee e dei follicoli piliferi della maggior parte dei mammiferi, uomo compreso, posizionandosi in maniera caratteristica con la testa rivolta verso il basso, senza di norma manifestare predilezioni per determinate aree del corpo.
Quando sono presenti in gran numero, possono portare a malattie della cute.

## Tassonomia
Comprende le seguenti specie:
- Demodex brevis
- Demodex bovis
- Demodex canis, proprio del cane, nel quale provoca la rogna rossa.
- Demodex caprae
- Demodex cati
- Demodex equi
- Demodex folliculorum, molto diffuso anche fra gli umani.
- Demodex ovis
- Demodex phyloides, proprio del maiale, nel quale può causare ascessi e tumori.